# Hypomyces
Hypomyces ist eine Gattung parasitischer Schlauchpilze aus der Familie der Krustenkugelpilzverwandten. Sie kommt in Europa, Nordamerika, Australien und Teilen Chinas vor. Zur Gattung gehören 53 Arten.:373 Zu den breiter bekannten Arten zählen Hypomyces lactifluorum (englisch lobster mushroom) und  H. chrysospermus (englisch bolete eater).

## Merkmale

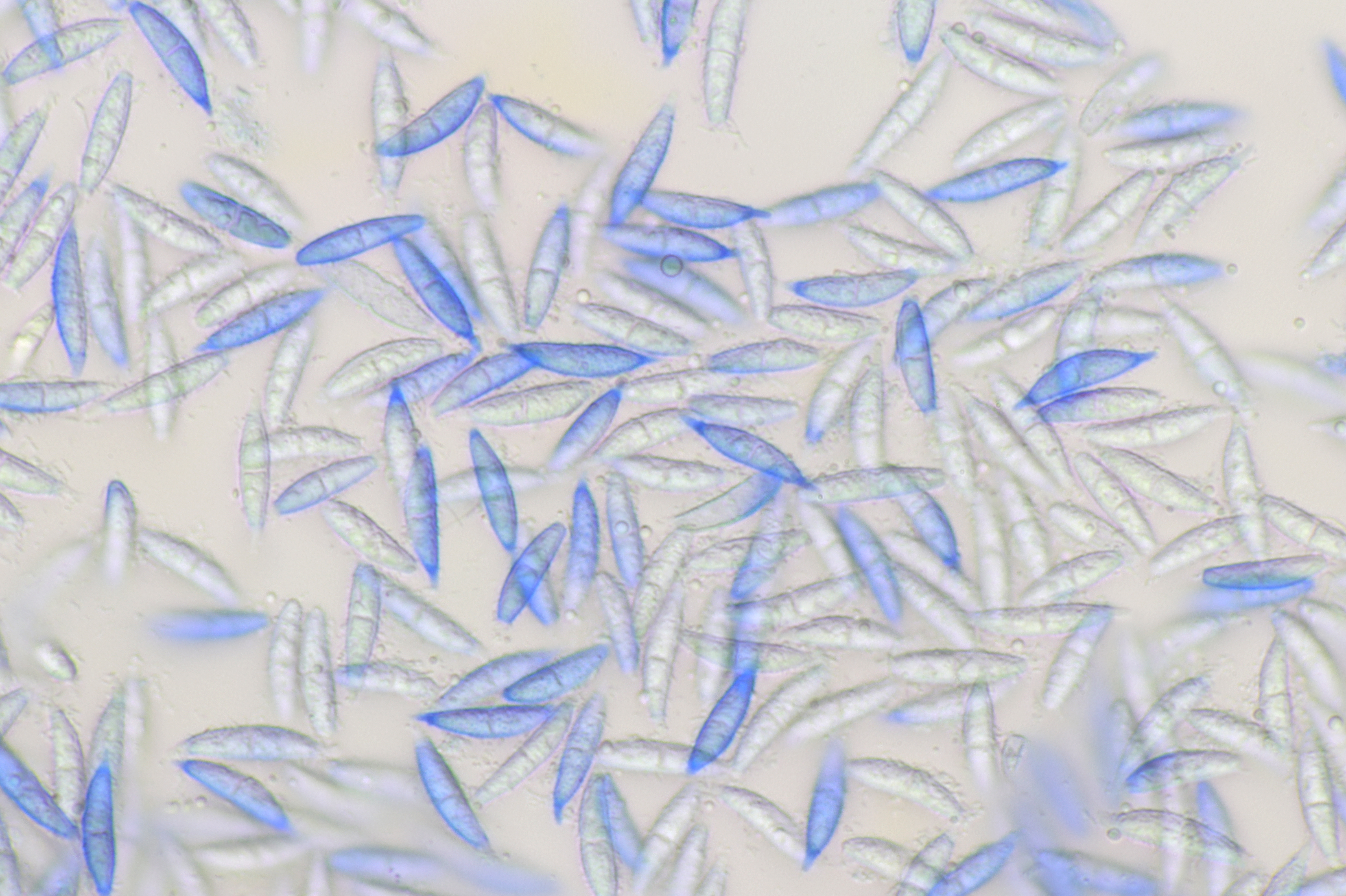
Hypomyces aurantius, Ascosporen, teilweise gefärbt

Arten der Gattung Hypomyes parasitieren ausschließlich die Fruchtkörper anderer Pilze, vor allem Röhrlinge, Champignonartige und Nichtblätterpilze, selten auch Schlauchpilze. Manche Arten haben nur einen bis wenige Wirte, andere haben ein breiteres Wirtsspektrum. Die Sporen sind spindelförmig und feinspitzig, bei vielen Arten sind sie auch warzig. Hypomyces-Arten bilden eine Nebenfruchtform. Die Fruchtkörper, die Perithecien, sind in einem hell gefärbten Hyphengeflecht, dem Subiculum eingebettet, das auf der Fruchtschicht der Wirtspilze ausgebildet wird.

## Taxonomie
Die Typus-Art der Gattung ist Hypomyces lactifluorum (Schwein.) Tul. & C. Tul.

## Systematik

### Liste bemerkenswerter Arten
- Hypomyces cervinigenus – auf Gruben-Lorchel (Helvella lacunosa).[4]:815–816
- Goldschimmel Hypomyces chrysospermus – englisch Bolete Eater, Cask fungus – Eurasien, Western Australia, Nordamerika
- Hypomyces hyalinus – englisch Amanita "mold" – Nordamerika
- H. lactifluorum – englisch Lobster mushroom – Nordamerika
- H. luteovirens – englisch Yellow-green Russula "mold" – Nordamerika
- H. transformans – englisch Ramaria Eater – Nordamerika

### Weitere Arten
- Hypomyces agaricola
- Hypomyces albidus
- Hypomyces albus
- Hypomyces amaurodermatis
- Hypomyces apiculatus
- Hypomyces apiosporus
- Hypomyces arachnoideus
- Hypomyces arecae
- Hypomyces arenaceus
- Hypomyces armeniacus
- Hypomyces asclepiadis
- Hypomyces ater
- Hypomyces aurantiicolor
- Hypomyces aurantius
- Hypomyces auriculariicola
- Hypomyces australbidus
- Hypomyces australiensis
- Hypomyces australis
- Hypomyces badius
- Hypomyces banningiae
- Hypomyces batavus
- Hypomyces biasolettianus
- Hypomyces boleticola
- Hypomyces boletinus
- Hypomyces boletiphagus
- Hypomyces bombacinus
- Hypomyces bresadolae
- Hypomyces bresadolanus
- Hypomyces camphorati
- Hypomyces caulicola
- Hypomyces cervinigenus
- Hypomyces cervinus
- Hypomyces cesatii
- Hypomyces chlorinigenus
- Hypomyces chlorinus
- Hypomyces chromaticus
- Hypomyces chrysospermus
- Hypomyces completus
- Hypomyces conviva
- Hypomyces corticiicola
- Hypomyces dactylarioides
- Hypomyces deformans
- Hypomyces destruens-equi
- Hypomyces ekmanii
- Hypomyces epimyces
- Hypomyces favoli
- Hypomyces flavescens
- Hypomyces flavolanatus
- Hypomyces floccosus
- Hypomyces fulgens
- Hypomyces fusisporus
- Hypomyces galericola
- Hypomyces goroshankianus
- Hypomyces hrubyanus
- Hypomyces hyacinthi
- Hypomyces hyalinus
- Hypomyces inaequalis
- Hypomyces insignis
- Hypomyces javanicus
- Hypomyces khaoyaiensis
- Hypomyces lactifluorum
- Hypomyces laeticolor
- Hypomyces lateritius
- Hypomyces leotiarum
- Hypomyces leotiicola
- Hypomyces linearis
- Hypomyces linkii
- Hypomyces lithuanicus
- Hypomyces macrosporus
- Hypomyces melanocarpus
- Hypomyces melanochlorus
- Hypomyces melanostigma
- Hypomyces microspermus
- Hypomyces miliarius
- Hypomyces mycogones
- Hypomyces mycophilus
- Hypomyces niveus
- Hypomyces novae-zelandiae
- Hypomyces ochraceus
- Hypomyces odoratus
- Hypomyces orthosporus
- Hypomyces paeonius
- Hypomyces pallidus
- Hypomyces pannosus
- Hypomyces papulasporae
- Hypomyces papyraceus
- Hypomyces parvisporus
- Hypomyces parvus
- Hypomyces penicillatus
- Hypomyces pergamenus
- Hypomyces perniciosus
- Hypomyces petchii
- Hypomyces pezizae
- Hypomyces polyporinus
- Hypomyces porphyreus
- Hypomyces pseudocorticiicola
- Hypomyces pseudopolyporinus
- Hypomyces psiloti
- Hypomyces puertoricensis
- Hypomyces purpureus
- Hypomyces robledoi
- Hypomyces rosellus
- Hypomyces rostratus
- Hypomyces rubi
- Hypomyces semitranslucens
- Hypomyces sepulchralis
- Hypomyces sepultariae
- Hypomyces siamensis
- Hypomyces sibirinae
- Hypomyces spadiceus
- Hypomyces stephanomatis
- Hypomyces stereicola
- Hypomyces stuhlmannii
- Hypomyces subaurantius
- Hypomyces subiculosus
- Hypomyces succineus
- Hypomyces sulphureus
- Hypomyces sympodiophorus
- Hypomyces tegillum
- Hypomyces terrestris
- Hypomyces thailandicus
- Hypomyces thiryanus
- Hypomyces tomentosus
- Hypomyces torminosus
- Hypomyces transformans
- Hypomyces trichoderma
- Hypomyces triseptatus
- Hypomyces tubericola
- Hypomyces tuberosus
- Hypomyces tulasneanus
- Hypomyces vanbruntianus
- Hypomyces vandae
- Hypomyces villosus
- Hypomyces viridigriseus
- Hypomyces viridis
- Hypomyces volemi
- Hypomyces vuilleminianus
- Hypomyces xyloboli
- Hypomyces xylophilus